# Massimo Susic
Massimo Susic (Mossa, 11 marzo 1967) è un allenatore di calcio ed ex calciatore italiano, di ruolo difensore.

## Biografia
Figlio d'arte, il padre Cristiano ha giocato nel Mossa, nell'Itala San Marco e nella Pro Gorizia. Sposato con Michela, la coppia ha due figlie.
Dopo il ritiro, Susic ha lavorato per una decina d'anni alla Segafredo.

## Caratteristiche tecniche
Difensore centrale, al suo primo periodo con la maglia degli emiliani, Nevio Scala lo inserisce come uno dei tre centrali di difesa nel suo 5-3-2, assieme a Lorenzo Minotti e Luigi Apolloni. In seguito alla promozione del Parma dalla B alla A, Susic ritorna per la terza volta a vestire i colori dell'Udinese, anche a causa dell'arrivo di Georges Grün, che gli imponeva un'elevata concorrenza. Ritornato a Parma, Scala lo utilizza come esterno difensivo nel 5-3-2 o anche come difensore centrale in una difesa a 4. A Treviso il tecnico Gianfranco Bellotto lo schiera centrale di difesa nel suo 4-5-1 o nel 4-4-2, affiancandolo a Ezio Rossi. Era agile e veloce, alto ma non forte fisicamente e particolarmente falloso.

## Carriera

### Giocatore

#### Club
Ha militato in diverse squadre italiane professionistiche, fra cui Udinese e Parma in Serie A e Messina, Pisa, Cremonese, Treviso e Monza in Serie B, chiudendo la carriera con la Triestina in Serie C2 nel 2001.
Nell'estate del 1994 Susic, all'epoca militante tra le file del Pisa, diviene l'unico giocatore che il presidente Romeo Anconetani mette sul mercato a seguito del fallimento del Pisa: il Parma, che già aveva tesserato il difensore tra il 1989 e il 1990, lo acquista per 50 milioni di lire. Durante il suo periodo toscano è stato premiato come uno dei migliori calciatori della stagione.

Susic al Treviso nella stagione 1998-1999

Il 2 novembre 1994 esordisce in Coppa UEFA giocando contro l'AIK Stoccolma (2-0), nella sfida di ritorno valida per gli ottavi di finale del torneo: ottiene una buona prestazione, salvando anche un gol a porta vuota. Nel suo secondo periodo a Parma gioca poco poiché la concorrenza è alta e Susic si ritrova spesso a rimpiazzare Apolloni, riuscendo comunque a collezionare prestazioni positive.
Il punto più alto della sua carriera è stato la vittoria nella Coppa UEFA 1994-1995 con il Parma, battendo in finale la Juventus, in cui Susic gioca da titolare la gara di ritorno. Passa alla Cremonese per una stagione, prima di trasferirsi al Treviso. Nell'ottobre del 1998 comincia a riscontrare dei problemi muscolari, allenandosi a parte. A Treviso continua a offrire buone prestazioni, riuscendo a fornire anche degli assist. Dopo tre stagioni, approda prima a Monza poi a Trieste, dove termina la carriera da professionista nel 2001.

#### Nazionale
A 19 anni, nell'autunno del 1986, ha disputato una gara in Nazionale Under-21, in occasione di un'amichevole contro l'Austria.

### Allenatore
Dopo la sua carriera calcistica si è dedicato subito al ruolo da allenatore nel settore giovanile prima della Triestina e poi del Treviso, allenando gli allievi regionali e chiudendo l'ultima stagione al decimo posto in classifica. Ha allenato poi i dilettanti del Ponzano.
Nel 2010 ha allenato l'Edo Mestre, squadra veneta che militava nel campionato di Promozione e che ha portato alla conquista della promozione in Eccellenza. Dopo due stagioni lascia il club per andare ad allenare la Calvi Noale; nella stagione 2012-2013 vince con questa la coppa veneto, che fa automaticamente passare la squadra dalla Promozione all'Eccellenza. Il suo vice sia a Mestre sia al Calvi Noale è stato Franco Dal Bo.
Nel dicembre del 2014 diventa allenatore del Passarella '93, squadra veneziana che milita nel campionato di Eccellenza. Nell'estate del 2015 diventa poi il nuovo allenatore del Treviso, venendo però esonerato il successivo 8 ottobre.
Nell'agosto 2016 diventa allenatore della formazione Under 16 del Bassano. Dopo un buon campionato viene confermato per la stagione successiva 2017-2018 alla guida della formazione Under 17.

## Palmarès

### Giocatore

#### Club
- Coppa UEFA: 1

Parma: 1994-1995

### Allenatore
- Coppa Italia di Eccellenza: 1

Calvi Noale: 2012-2013